# Gdzie się podziały tamte prywatki
"Gdzie się podziały tamte prywatki" – pierwszy singel Wojciecha Gąssowskiego z albumu Gdzie się podziały tamte prywatki wydany w 1989 roku. 
Autorem słów jest Marek Gaszyński. Tekst piosenki to wiersz napisany na spotkanie po latach ze znajomymi z klasy maturalnej. Muzykę skomponował Ryszard Poznakowski, który w pierwszym zamyśle chciał, aby utwór wykonywał Zbigniew Wodecki, ten jednak odmówił.
W treści utworu zostali wymienieni znani artyści oraz zespoły z lat 60. i 70., m.in. Czerwone Gitary, Elvis Presley, Neil Sedaka, Diana Ross, Paul Anka, The Rolling Stones, The Beatles, Cliff Richard oraz piosenkę Pata Boone'go "Speedy Gonzales".
Utwór zajął drugie miejsce na w konkursie Koncert Od Opola do Opola na XXV Krajowym Festiwalu Piosenki Polskiej w Opolu. Został również wykonany na XLV Krajowym Festiwalu Piosenki Polskiej w Opolu w koncercie Dobre bo (O)Polskie. 
Utwór znajduje się na albumie studyjnym Krzysztofa Krawczyka – Polski Songbook vol. 2 - Nasze pokolenie.

## Nagrody
25 KFPP w Opolu
- 1988: nagroda w konkursie „Od Opola do Opola” (wspólnie z Concorde w wykonaniu Danuty Błażejczyk)[5]

## Twórcy
- Autor tekstu: Marek Gaszyński
- Kompozytor: Ryszard Poznakowski
- Wykonanie oryginalne: Wojciech Gąssowski